# Herpersdorf (Nürnberg)

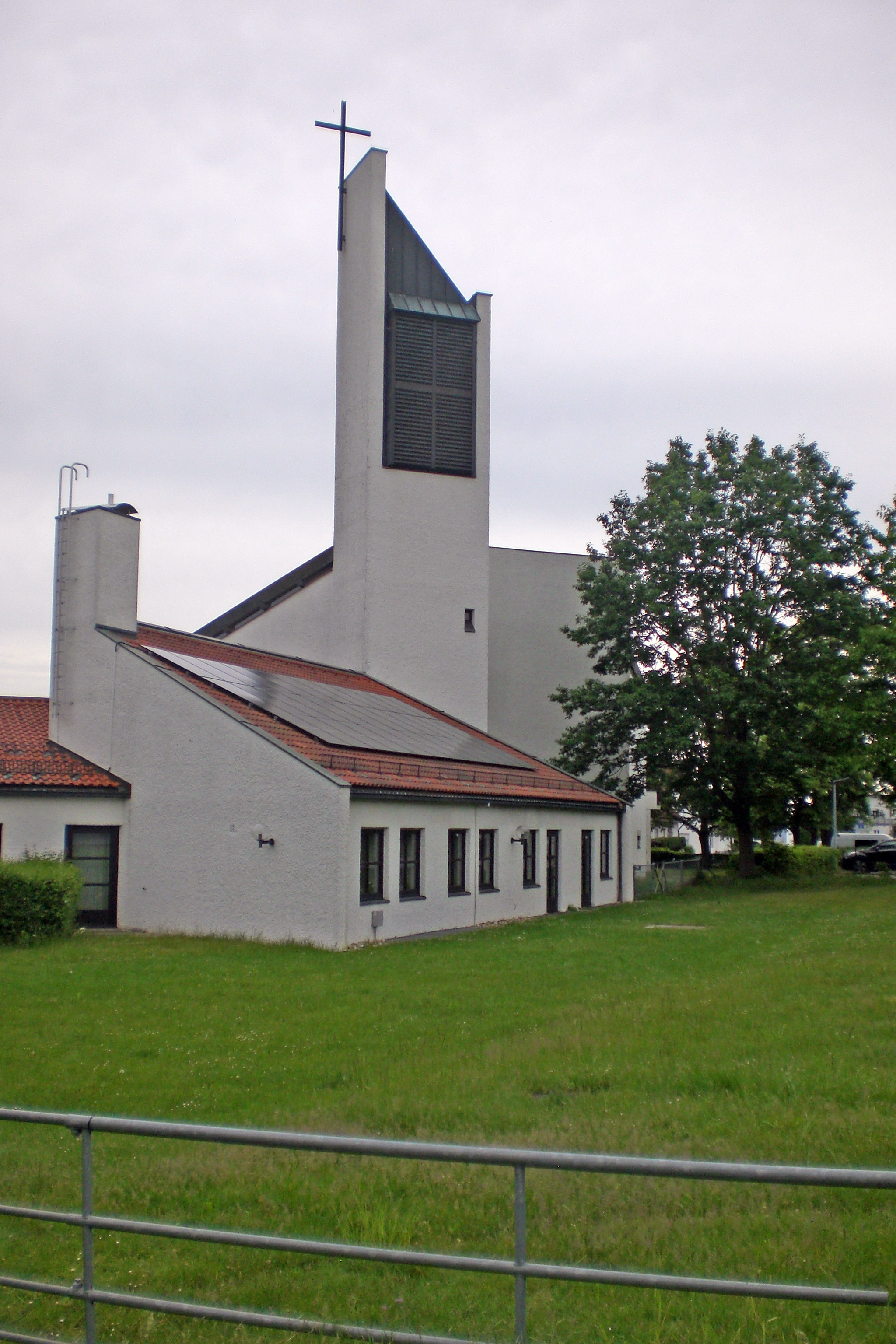
Corpus Christi (2024)

Herpersdorf (fränkisch: Hiabaschdoaf)  ist seit dem 1. Juli 1972 ein Stadtteil der kreisfreien Stadt Nürnberg. Zusammen mit den Gemeindeteilen Worzeldorf, Gaulnhofen und Weiherhaus (Nürnberg) gehört Herpersdorf zur Außenstadt Süd (Stadtbezirk 4) von Nürnberg. Heute ist der Ort weit über die Grenzen Nürnbergs auch durch den Radsport bekannt. Der 1919 gegründete Verein RC Herpersdorf brachte zahlreiche erfolgreiche Radsportler hervor.

## Lage
Das ehemalige Dorf bildet mit Weiherhaus im Westen eine geschlossene Siedlung. Vom nördlich gelegenen Pillenreuth ist diese nur durch den Eichenwaldgraben getrennt, und vom südlich gelegenen Gaulnhofen ist diese nur durch den Gaulnhofener Graben, einem linken Zufluss des Eichenwaldgrabens, getrennt. Der gesamte Siedlungskomplex liegt am Südrand des Lorenzer Reichswaldes. Die Kreisstraße N 1 führt nach Weiherhaus (1 km westlich) bzw. nach Gaulnhofen (0,7 km südlich). Die Kreisstraße N 2 führt nach Worzeldorf zur Staatsstraße 2406 (1,6 km östlich). Eine Gemeindeverbindungsstraße führt nach Kornburg zur Staatsstraße 2407 (2 km südöstlich).

## Geschichte
Um 3000 v. Chr. gab es vermutlich die erste Besiedlung. In der Nähe des Eichenlöhleins ist bei Ausgrabungen in den Jahren 2001 und 2005 eine Siedlung – vermutlich spätbronzezeitlichen Ursprungs – entdeckt worden.
Die heutige Siedlung wurde im Nürnberger Reichssalbüchlein, das um 1300 entstanden ist, als „Herbrehtsdorf“ erstmals erwähnt. Das damalige Reichsdorf erhielt Konrad Groß, der kaiserliche Schultheiß zu Nürnberg, zu Lehen. Mit der Gründung des Augustinerinnenklosters Pillenreuth im 1345 wurde dieses u. a. mit den Gütern in „Hebrestorf“ ausgestattet. Das Bestimmungswort des Ortsnamens ist der Personenname Heribrecht.
Gegen Ende des 18. Jahrhunderts bestand Herpersdorf aus 8 Anwesen (2 Ganzhöfe, 2 Halbhöfe, 1 Halbhof mit Gastwirtschaft, 3 Köblergüter) und einem Gemeindehirtenhaus. Das Hochgericht übte das brandenburg-ansbachische Richteramt Kornburg aus. Die Dorf- und Gemeindeherrschaft sowie die Grundherrschaft über alle Anwesen hatte das nürnbergische Amt St. Klara und Pillenreuth.
Von 1797 bis 1808 unterstand Herpersdorf dem Justiz- und Kammeramt Schwabach. 1806 kam der Ort an das Königreich Bayern. Im Rahmen des Gemeindeedikts wurde 1808 Herpersdorf dem Steuerdistrikt Worzeldorf und der 1818 gebildeten Ruralgemeinde Worzeldorf zugeordnet.
Um 1890 siedelten viele Arbeiter in der Gegend, die im Steinbruch und später in der Ziegelei arbeiteten.
Am 1. Juli 1972 wurde Herpersdorf im Zuge der Gebietsreform in Bayern nach Nürnberg eingemeindet.

### Baudenkmäler
In Herpersdorf gibt es zwei Baudenkmäler:
- Kubinstraße 2: Wohnstallhaus
- Steinkreuz

### Einwohnerentwicklung
| Jahr      | 1818   | 1840   | 1861   | 1871   | 1885   | 1900   | 1925   | 1950   | 1961   | 1970   | 1987   |
| Einwohner | 80     | 71     | 81     | 70     | 77     | 70     | 78     | 143    | 189    | 250    | *      |
| Häuser    | 12     | 13     |        |        | 13     | 13     | 14     | 20     | 30     |        | *      |
| Quelle    | [ 14 ] | [ 15 ] | [ 16 ] | [ 17 ] | [ 18 ] | [ 19 ] | [ 20 ] | [ 21 ] | [ 22 ] | [ 23 ] | [ 24 ] |

## Religion
Herpersdorf ist seit der Reformation evangelisch-lutherisch geprägt und war ursprünglich nach St. Nikolaus (Kornburg) gepfarrt, seit den 1970er Jahren ist die Pfarrei Worzeldorf zuständig. Die Katholiken sind nach Corpus Christi (Herpersdorf) gepfarrt.